# Сіта
Сіта (санскр. सीता; IAST: Sītā) — індуїстська богиня, головна героїня індуїстського епосу «Рамаяна». Вона є супутницею Рами, втілення бога Вішну, і постаттю його супутниці Лакшмі. Вона також є головною богинею індуїстських рамоцентричних переказів. Сіта відома своєю відданістю, самопожертвою, сміливістю та чистотою. Вона є однією з сімнадцяти національних героїв Непалу.
Описана як дочка Бгумі (землі), Сіта виховується як прийомна дочка царя Джанаки з Відехи. В юності Сіта обирає Раму, царевича Айодх'ї, своїм чоловіком у сваямварі. Після сваямвари вона супроводжує чоловіка до його царства, але пізніше вирішує супроводжувати його разом зі своїм шурином Лакшманом у вигнанні. Перебуваючи у вигнанні, трійця оселяється в лісі Дандака, звідки Сіту викрадає Равана, ракшасський король Ланки. Її ув'язнюють в саду Ашоки Ватіки на Ланці, поки її не рятує Рама, який вбиває викрадача. Після війни, в деяких версіях епосу, Рама просить Сіту пройти Агні Парікшу (випробування вогнем), яким вона доводить свою чистоту, перш ніж вона буде прийнята Рамою, що вперше змушує його брата Лакшмана розгніватися на нього.
У деяких версіях епосу Майя Сіта, ілюзія, створена Агні, займає місце Сіти, її викрадає Равана і вона страждає в його полоні, в той час як справжня Сіта ховається у вогні. У деяких писаннях також згадується, що вона була реінкарнацією Ведаваті, жінки, яку намагається розбестити Равана. Довівши її чистоту, Рама і Сіта повертаються в Айодх'ю, де їх коронують як царя і царицю. Одного разу один чоловік ставить під сумнів чистоту Сіти й, щоб довести її невинність і зберегти свою гідність і гідність королівства, Рама відправляє Сіту в ліс біля ашраму мудреця Вальмікі. Через роки Сіта повертається в лоно своєї матері, Землі, для звільнення від жорстокого світу і як свідчення своєї чистоти, після того, як вона возз'єднує своїх двох синів Кушу і Лаву з їхнім батьком Рамою.

## Етимологія та інші імена
Богиня найбільш відома під ім'ям «Сіта», що походить від санскритського слова sīta — борозна.
Згідно з Рамаяною, Джанака знайшов її під час оранки у борозні та всиновив. Слово «sīta» було поетичним терміном, який означав родючість і численні благословення, що походять від осілого землеробства. Можливо, Сіта з Рамаяни була названа на честь більш давньої ведичної богині Сіти, яка один раз згадується в Рігведі як богиня землі, що благословляє землю добрим врожаєм. У ведичний період вона була однією з богинь, пов'язаних з родючістю.
У Рігведі 4.53.6, у звернені до божеств землеробства, говориться:
У Харівамсі Сіта згадується як одне з імен богині Ар'ї:
Каусік-сутра і Параскара-сутра неодноразово асоціюють її як дружину Парджаньї (бога, що асоціюється з дощами) та Індри.
Сіта відома багатьма епітетами. Її називають Джанакі, як дочку Джанаки, і Майтілі, як принцесу Мітхіли. Як дружину Рами, її називають Рамою. Її батько Джанака заслужив прізвисько Відеха завдяки своїй здатності виходити за межі тілесної свідомості, тому Сіта також відома як Вайдеха.

## Легенда

### Народження
У «Рамаяні» Вальмікі говориться, що Сіта була знайдена в борозні на зораному полі, як вважають, в Сітамархі в регіоні Мітіла в сучасному Біхарі, і тому вважається дочкою Бгумі Деві (богині-землі). Вона була знайдена, усиновлена і вихована Джанакою, царем Мітхіли, та його дружиною Сунайною. Ця історія адаптована в «Рамаватарамі» Камбана, тамільській версії «Рамаяни».
Місце народження Сіти є спірним. Ним вважається місце паломництва Сіта Кунд, яке розташоване в сучасному районі Сітамархі, штат Біхар, Індія. Крім Сітамархі, місцем народження Сіти також називають Джанакпур, який розташований у сучасній провінції № 2 Непалу.

#### Інші версії
Біологічна дочка Джанаки: у Рамопхьяні Махабхарати, а також у Паумачарії Вімала Сурі, Сіта зображена як біологічна дочка Джанаки. За словами Камілла Бульке, цей мотив, що Сіта була біологічною дочкою Джанаки, як описано в Рамопхьяна Магабгарата, був заснований на автентичній версії Рамаяни. Пізніше історія про те, як Сіта чудесним чином з'явилася в борозні, була вставлена в «Вальмікі Рамаяну».
Рамаяна Манджарі: У Рамаяні Манджарі (вірші 344—366), північно-західному та бенгальському переказі Рамаяни, описано, як Джанака, почувши голос з неба, а потім побачивши Менаку, висловлює своє бажання мати дитину. Коли він знаходить дитину, знову чує той самий голос, який говорить йому, що немовля є його Духовною дитиною, народженою від Менаки.
Реінкарнація Ведаваті: В деяких версіях Рамаяни припускають, що Сіта була реінкарнацією Ведаваті. Равана намагався розбестити Ведаваті, і її цнотливість була заплямована, коли вона виконувала покуту, щоб стати дружиною Вішну. Ведаваті спалила себе на вогнищі, щоб врятуватися від хтивості Равани, присягнувши повернутися в іншому віці й стати причиною знищення Равани. Вона належним чином відродилася як Сіта.
Реінкарнація Маніваті: Згідно з «Уттара-пураною» Гунабхадри IX століття н. е., Равана порушує аскетизм Маніваті, дочки Амітавеги з Алкапурі, і вона обіцяє помститися Равані. Пізніше Маніваті відроджується як дочка Равани та Мандодарі. Але астрологи пророкували Равані загибель через цю дитину. Тому Равана віддає наказ вбити її. Маніваті кладуть у труну і закопують у землю Мітхіли, де її знаходить хтось із хліборобів царства. Тоді Джанака, цар тієї держави, усиновлює її.
Дочка Равани: У джайнській версії «Рамаяни» Сангхадаси, а також в «Адбхута-Рамаяні» Сіта, названа Васудевахінді, народжується як дочка Равани. Згідно з цією версією, астрологи пророкують, що перша дитина Відьядхари Майї (дружини Равани) знищить його рід. Тому Равана відмовляється від неї й наказує поховати немовля в далекій країні, де його згодом знаходить і всиновлює Джанака.

### Шлюб

Шлюб чотирьох синів з чотирма доньками та його брата. Рама і Сіта, Лакшмана та, і та зі. Фоліант зі Шанґрі Рамаяна, початок XVIII століття. Національний музей, Нью-Делі

## За межами Індійського субконтиненту

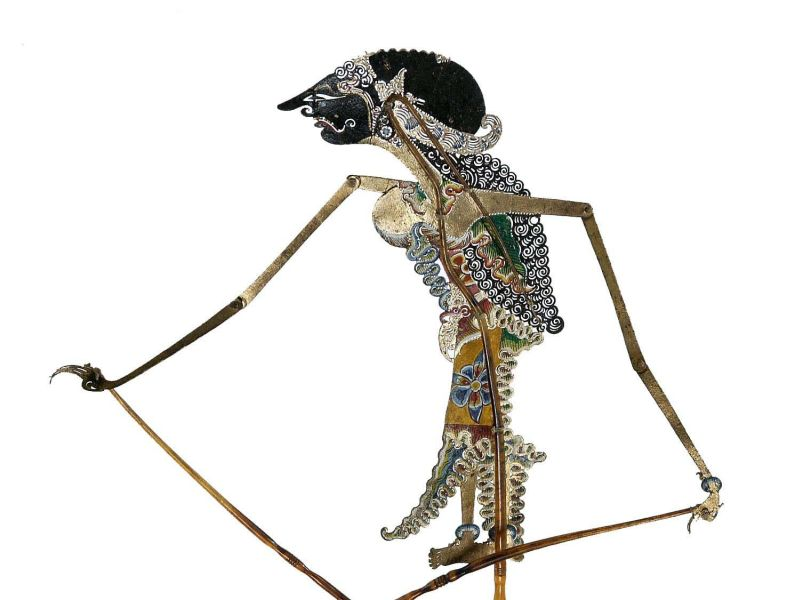
Принцеса Сіта, колекція Музею тропіків, Індонезія, до 1983 р.

### Індонезія
Сіта з'являється як персонаж індонезійських лялькових вистав ваянг. Унікально, що її називають біологічною донькою Равана. В яванській версії розповідається, що Равана закохався в жрицю, на ім'я Відаваті. Однак Відаваті не відповіла йому взаємністю і вирішила покінчити життя самогубством. Натомість Равана вирішив знайти та одружитися з її реінкарнацією.
Від свого вчителя Равана дізнається, що Відаваті втілиться як його власну дочку. Але коли його дружина народила йому дитину, Равана пішов розширювати свою колонію. Новонароджену дівчинку кидають в ящику у річку та пізніше обмінюють на хлопчика. Хлопчик визнається Раваном за сина і згодом стає відомим як Індраджіт. Тим часом річка приносить дівчинку на територію царства Мантільї. Цар країни, на ім'я Джанака, прийняв її й зробив своєю прийомною донькою, давши їй ім'я Шінта.

## Вплив та зображення у мистецтві
Феміністично-мистецьке переосмислення образу та наративу Сіти як поневіреної богині, історія якої складається переважно з сексуального та домашнього насильства від Рами та інших чоловічих персонажів, здійснила режисерка Ніною Пейлі в метамодерному мюзиклі Sita sings the blues (2009), який авторка опублікувала для вільного перегляду на YouTube.